# 余永洪
余永洪（1963年5月—），四川南充人，中国人民解放军空军中将。

## 生平
余永洪长期在成都军区服役。曾任西藏军区步兵52师政治委员，陆军第十三集团军摩步37师政治委员。2011年4月，任中国人民解放军陆军第十四集团军政治部主任。2015年3月，任成都军区政治部副主任。2015年7月，任云南省军区政委。2015年9月，任陆军第十四集团军政委。2017年3月，任新组建的陆军第七十九集团军政委。2019年4月，升任陆军纪委书记。2021年8月转任空军纪委书记。
2019年12月，晋升为中国人民解放军中将。